# Teratophthalma marigemina
Teratophthalma marigemina är en fjärilsart som beskrevs av Hans Ferdinand Emil Julius Stichel 1915. Teratophthalma marigemina ingår i släktet Teratophthalma och familjen Riodinidae. Inga underarter finns listade i Catalogue of Life.